# Juan Díaz Romero
Juan Díaz Romero (Putla, Oaxaca, México, 5 de noviembre de 1930-Ciudad de México, México, 17 de noviembre de 2014) fue un jurista mexicano que se desempeñó como ministro de la Suprema Corte de Justicia de la Nación, entre el 15 de abril de 1986 y el 30 de noviembre de 2009.

## Biografía
Nacido en la Ciudad de Putla, Oaxaca, México, Juan Díaz Romero inició su camino hacia una distinguida carrera en el derecho al ingresar a la Facultad de Derecho de la Universidad Nacional Autónoma de México (UNAM). Allí, se destacó académicamente y obtuvo su título profesional el 14 de noviembre de 1961, sustentando una tesis titulada "El Delito Imposible", que le valió una Mención Honorífica por parte del jurado.
Juan Díaz Romero falleció en la Ciudad de México el 17 de noviembre de 2014. Su legado perdura como un ejemplo de dedicación a la justicia y la ética en el sistema judicial mexicano, al que dedicó gran parte de su vida.

## Trayectoria profesional
A lo largo de su vida, el ministro Díaz Romero dedicó su tiempo y esfuerzo al servicio público y la educación. Desde 1951 hasta 1963, se desempeñó como profesor de escuela primaria. De 1963 a 1967, ejerció como profesor de Derecho Administrativo en el Instituto Superior de Estudios Comerciales.
Díaz Romero también prestó sus servicios como Secretario del Juzgado Décimo Tercero de la Quinta Corte Penal del entonces Distrito Federal de 1962 a 1963, y posteriormente, de 1963 a 1967 se desempeñó como Secretario de la Segunda Sala del Tribunal Fiscal de la Federación.
En 1967, Juan Díaz Romero comenzó su servicio en el Poder Judicial de la Federación, ocupando el cargo de Secretario de Estudio y Cuenta adscrito al Pleno de la Suprema Corte de Justicia. Durante los años posteriores, ejerció como Secretario de Estudio y Cuenta de la Segunda Sala del Alto Tribunal y Secretario de Estudio y Cuenta de la Suprema Corte, enfocándose en el estudio de inconformidades agrarias.
En 1971, ingresó al Tribunal de lo Contencioso Administrativo del Distrito Federal como Magistrado fundador. Dos años después, en 1973, fue elegido Presidente de la Primera Sala de dicho Tribunal. 
Su carrera judicial continuó progresando, y en 1975, fue nombrado Juez Supernumerario de Distrito en Materia Administrativa del Primer Circuito, con sede en el Distrito Federal. En 1976, asumió el cargo de Juez Cuarto de Distrito en Materia Administrativa del Primer Circuito.
En 1986, Díaz Romero recibió un importante nombramiento del Presidente de la República, Miguel de la Madrid Hurtado, al ser designado Ministro Numerario de la Suprema Corte de Justicia de la Nación. Durante su tiempo en la Corte, desempeñó un papel esencial, dedicándose a la justicia y la ética judicial. Fue Presidente de la Cuarta Sala en 1990 y participó activamente en la Comisión de Gobierno y Administración durante 1993 y 1994.
En 1995, tras ser designado nuevamente, esta vez por el Senado de la República, asumió el cargo de Ministro y quedó adscrito a la Segunda Sala de la Suprema Corte. Sirvió como Presidente de esta Sala en dos ocasiones: desde el 20 de febrero hasta el 31 de diciembre de 1995 y en el período 2003-2005. Díaz Romero fue uno de los pocos miembros de la Suprema Corte que sobrevivió a las reformas de 1994-1995, lo que marcó el fin de la Octava Época y el inicio de la Novena.
Tras su retiro de la Suprema Corte de Justicia de la Nación en 2006, Díaz Romero continuó su compromiso con la ética judicial al ocupar el cargo honorífico de director general del Instituto de Investigaciones Jurisprudenciales y de Promoción y Difusión de la Ética Judicial de la Suprema Corte de Justicia de la Nación hasta el 31 de agosto de 2010.

## Actividades académicas
Además de su labor en el ámbito judicial, Juan Díaz Romero impartió numerosas conferencias y participó en eventos nacionales e internacionales. Sus contribuciones al campo del derecho se reflejaron en varias publicaciones, incluyendo "ABC de la Deontología Judicial," "Comentarios a las reformas constitucionales de 2011 sobre derechos humanos y juicio de amparo," "Apuntes sobre ética judicial," "Imagen elemental de la hermenéutica jurídica," y "La ética de mañana empieza hoy (La propuesta jonasiana de la responsabilidad)."